# Рэй Донован
«Рэй Донован» (англ. Ray Donovan) — американский телевизионный драматический сериал канала Showtime, автором которого является Энн Бидерман. Сериал вышел в эфир 30 июня 2013 года, совместно с выходом первой серии последнего сезона сериала «Декстер».
1-я серия 5-го сезона вышла 8 августа 2017 года. 23 октября 2017 года сериал был продлён на шестой сезон, 12 эпизодов которого были сняты в Нью-Йорке в 2018 году. Премьера сезона состоялась 28 октября 2018. 20 декабря 2018 года сериал был продлён на 7 сезон. 5 февраля 2020 года сериал был закрыт. 24 февраля 2021 года стало известно, что Showtime возродит шоу в виде полнометражного фильма, который должен будет закрыть все сюжетные линии, оставшиеся незавершёнными в конце 7 сезона. Весь оригинальный актёрский состав вернулся к своим ролям. Выход фильма состоялся 15 января 2022 года.

## Сюжет
Действие сериала происходит в Лос-Анджелесе, Калифорния. Рэй Донован (Лев Шрайбер) — специалист по противозаконному устранению различных проблем богатых и знаменитых людей. Однако у него самого появляются неприятности, когда из заключения неожиданно выходит его отец Микки (Джон Войт), которого подставил сын, винящий его в бедах семьи Донован.

## Актёры и персонажи

### В главных ролях
- Лев Шрайбер — Рэй Донован
- Пола Малкомсон — Эбби Донован, жена Рэя (1-5 сезоны)
- Эдди Марсан — Терренс «Терри» Донован, старший брат Рэя. Бывший боксёр, страдающий болезнью Паркинсона
- Дэш Майхок — Брендан «Банчи» Донован, младший брат Рэя. Идентифицирует себя как сексуальный анорексик
- Пуч Холл — Дэрилл Донован, младший единокровный брат Рэя (от Микки и Клодетт). Профессиональный боксёр, тренировавшийся у Терри, а также водитель лимузина
- Стивен Бауэр — Ави Рудин, правая рука Рэя. Бывший солдат ЦАХАЛа и бывший агент Моссада (1-5 сезоны)
- Кэтрин Монниг — Лина Барнум, помощница Рэя по расследованиям
- Керрис Дорси — Бриджет Донован, дочь Рэя
- Девон Бэгби — Конор Донован, сын Рэя
- Джон Войт — Микки Донован, отец Рэя
- Сьюзан Сарандон — Саманта Уинслоу, новый босс Рэя (5 сезон — второстепенная роль; 6 сезон)
- Грэм Роджерс — Джейкоб «Смитти» Смит, бойфренд Бриджет (5 сезон — второстепенная роль; 6—7 сезоны)[4]

### Второстепенный состав
- Эллиотт Гулд — Эзра Голдман (1—3 сезоны) босс и наставник Рэя
- Питер Джейкобсон — Ли Дрекслер (1—4 сезоны)
- Дениз Кросби — Деб Голдман (1—5 сезоны)
- Эмбир Чайлдерс — Эшли Ракер (1—4 сезоны)
- Джош Пэйс — Стю Фельдман (1—4, 6 сезоны)
- Шерил Ли Ральф — Клодетт (1—2 сезоны)
- Николс, Остин — Томми Уилер (1—4 сезоны)
- Брук Смит — Фрэнсис Симпсон (1—3 сезоны)
- Майкл Макгрэди — Фрэнк Барнс (1—5 сезоны)
- Крэйг Риччи Шэйнак — Кеннет Бенсон (1—2 сезоны)
- Октавиус Дж. Джонсон — Марвин Гэй Вашингтон (1—2 сезоны)
- Фрэнк Уэйли — агент ФБР Ван Миллер (1 сезон)
- Джонатон Шек — Шон Уокер (1 сезон)
- Джеймс Вудс — Патрик Салливан (1 сезон)
- Розанна Аркетт — Линда (1 сезон)
- Кваме Паттерсон — Ре-Кон (1—2 сезоны)
- Мо Макрей — Деонте Фрейзер (1—2 сезоны)
- Джей Томас — Марти Гроссман (1—5 сезоны)
- Хэнк Азариа — Эд Кокран (2—4 сезоны)
- Шерилин Фенн — Донна Кокран (2 сезон)
- Энн-Маргрет — Джун Уилсон (2 сезон)
- Кип Пардью — агент ФБР Томас Волчек (2 сезон)
- Андреа Богарт — Меган Волчек (2 сезон)
- Уэнделл Пирс — Рональд Кит (2—3 сезоны)
- Криспин Алапаг — Пабло Рамирес (2 сезон)
- Винесса Шоу — Кейт Макферсон (2 сезон)
- Джерил Прескотт — Черри (2 сезон)
- Омар Дорси — Куки Браун (2 сезон)
- Джейми Доннелли — Пегги Шонесси (2 сезон)
- Эйон Бэйли — Стив Найт (2 сезон)
- Брайан Герати — детектив Джим Хэллоран (2 сезон)
- Стив Дюваль — Шорти (2 сезон)
- Хэзер Маккомб — Пэтти (2 сезон)
- Джейн Тайни — Харриет Гринберг (2—5 сезоны)
- Иэн Макшейн — Эндрю Финни (3 сезон)[5]
- Кэти Холмс — Пейдж Финни (3 сезон)[6]
- Гай Бёрнет — Кейси Финни (3 сезон)
- Джейсон Батлер Харнер — Варик Штраусс (3 сезон)
- Лиланд Орсер — отец Ромеро (3—4 сезоны)
- Майкл Хайетт — детектив Шейла Манси (3—4 сезоны)
- Кристи Уильямс — Мишель (3 сезон)
- Ник Кент — Даврос Минассян (3 сезон)
- Кен Давитян — Вартан Минассян (3 сезон)
- Грейс Забриски — миссис Минассян (3 сезон)
- Шри Крукс — Одри (3 сезон)
- Аарон Стэтон — Грег Донеллен (3—4 сезоны)
- Алисса Диас — Тереза (3 сезон — наст. время)
- Файруза Балк — Джинджер (3 сезон)
- Бронсон Пинчот — Флип Брайтмен (3 сезон)
- Эмбет Дэвидц — Соня Ковицки (4 сезон)
- Ричард Брейк — Влад (4 сезон)
- Стейси Кич — Техасец (4 сезон)
- Паша Д. Лычников — Иван Беликов (4 сезон)
- Исмаэль Крус Кордова — Гектор Кампос (4 сезон)
- Лиза Боне — Марисоль Кампос (4 сезон)
- Доминик Коламбус — Деймон Брэдли (4—5 сезоны)
- Том Райт — Панч Хоффман (4—5 сезоны)
- Лулу Брад — Лорен (4 сезон — наст. время)
- Дерек Уэбстер — Джексон Холт (4—5 сезоны)
- Тара Бак — Морин Доэрти Донован (4—5 сезоны)
- Рэймонд Дж. Барри — Дмитрий Соколов (4 сезон)
- Тед Левин — Билл Примм (4 сезон)[7]
- Гэбриел Манн — Джейкоб Уоллер (4 сезон)[8]
- Пола Джей Паркер — Сильви Старр (4 сезон)
- С. Томас Хауэлл — доктор Броган (5—6 сезоны)
- Риз Койро — Роб Хёрд (5 сезон)
- Лили Симмонс — Натали Джеймс (5 сезон)
- Майкл Гилл — Даг Лэндри (5 сезон)
- Брайан Дж. Уайт — Джей Уайт (5 сезон — наст. время)
- Ким Рейвер — доктор Бергштейн (5 сезон)
- Джеймс Кич — Том (5 сезон)
- Джордан Махоум — отец Деймон (5 сезон)
- Адина Портер — Викки Дельгатти (5 сезон)
- Райан Дорси — Дюкезне Бейкер (5 сезон)
- Кейр О’Доннелл — Джордж Уинслоу (5 сезон — наст. время)
- Джейк Бьюзи — шеф Дэйв (5 сезон)
- Билли Миллер — Тодд Доэрти (5 сезон)
- Райан Радис — Бекетт (5 сезон)
- Доменик Ломбардоцци — сержант Шон «Мак» Макграт (6 сезон)
- Тони Карран — сержант Майки «Рад» Радулович (6 сезон)
- Лола Глодини — Анита Новак (6 сезон)
- Джерард Кордеро — Большой Эл (6 сезон)
- Сэнди Мартин — Сэнди Донован (6—7 сезоны)
- Александра Туршен — Жюстин Смит (6 сезон)
- Закари Артур — Фредди-младший (5 сезон)

## Список эпизодов

### Сезон 1 (2013)
| № общий | № в сезоне | Название                                      | Режиссёр            | Автор сценария  | Дата премьеры    | Зрители в США (млн) |
| ------- | ---------- | --------------------------------------------- | ------------------- | --------------- | ---------------- | ------------------- |
| 1       | 1          | «Мешок или летучая мышь» «The Bag or the Bat» | Аллен Култер        | Энн Бидерман    | 30 июня 2013     | TBA                 |
| 2       | 2          | «Рот есть рот» «A Mouth Is a Mouth»           | Аллен Култер        | Энн Бидерман    | 7 июля 2013      | TBA                 |
| 3       | 3          | «Тверк» «Twerk»                               | Грег Яйтанс         | Рон Нисуонер    | 14 июля 2013     | TBA                 |
| 4       | 4          | «Черный кадиллак» «Black Cadillac»            | Джон Дал            | Дэвид Холландер | 21 июля 2013     | TBA                 |
| 5       | 5          | «Голем» «The Golem»                           | Дэн Аттиас          | Шон Конвэй      | 28 июля 2013     | TBA                 |
| 6       | 6          | «Новоселье» «Housewarming»                    | Майкл Аппендаль     | Бретт Джонсон   | 4 августа 2013   | TBA                 |
| 7       | 7          | «Новый день рождения» «New Birthday»          | Лесли Линка Глаттер | Дэвид Холландер | 11 августа 2013  | TBA                 |
| 8       | 8          | «Бриджит» «Bridget»                           | Гай Ферленд         | Энн Бидерман    | 18 августа 2013  | TBA                 |
| 9       | 9          | «Поездка» «Road Trip»                         | Джереми Подесва     | Бретт Джонсон   | 25 августа 2013  | TBA                 |
| 10      | 10         | «Ночь борьбы» «Fite Nite»                     | Такер Гейтс         | Шон Конвэй      | 8 сентября 2013  | TBA                 |
| 11      | 11         | «Чертов Баки Дент» «Bucky Fuckin' Dent»       | Дэниел Минэхэн      | Рон Нисуонер    | 15 сентября 2013 | TBA                 |
| 12      | 12         | «В точности то же самое» «Same Exactly»       | Майкл Эптед         | Энн Бидерман    | 22 сентября 2013 | TBA                 |

### Сезон 2 (2014)
| № общий | № в сезоне | Название                            | Режиссёр        | Автор сценария                     | Дата премьеры    | Зрители в США (млн) |
| ------- | ---------- | ----------------------------------- | --------------- | ---------------------------------- | ---------------- | ------------------- |
| 13      | 1          | «Я капитан» «Yo Soy Capitán»        | Такер Гейтс     | Энн Бидерман                       | 13 июля 2014     | TBA                 |
| 14      | 2          | «Убер Рэй» «Uber Ray»               | Майкл Аппендаль | Энн Бидерман и Дэвид Холландер     | 20 июля 2014     | TBA                 |
| 15      | 3          | «Ломбард» «Gem and Loan»            | Фил Абрахам     | Майкл Толкин                       | 27 июля 2014     | TBA                 |
| 16      | 4          | «Скрэбл» «S U C K»                  | Такер Гейтс     | Дэвид Холландер                    | 3 августа 2014   | TBA                 |
| 17      | 5          | «Ирландские выродки» «Irish Spring» | Дэн Аттиас      | Рон Нисуонер                       | 10 августа 2014  | TBA                 |
| 18      | 6          | «Виагра» «Viagra»                   | Джон Дал        | Бретт Джонсон                      | 17 августа 2014  | TBA                 |
| 19      | 7          | «Иди сюда» «Walk This Way»          | Лев Шрайбер     | Энн Бидерман                       | 24 августа 2014  | TBA                 |
| 20      | 8          | «Солнечно» «Sunny»                  | Джон Дал        | Дэвид Холландер и Чео Ходари Кокер | 31 августа 2014  | TBA                 |
| 21      | 9          | «Снежинка» «Snowflake»              | Гай Ферленд     | Бретт Джонсон и Майкл Толкин       | 7 сентября 2014  | TBA                 |
| 22      | 10         | «Волчек» «Volcheck»                 | Майкл Аппендаль | Дэвид Холландер                    | 14 сентября 2014 | TBA                 |
| 23      | 11         | «Родеф» «Rodef»                     | Майкл Аппендаль | Рон Нисуонер и Бретт Джонсон       | 21 сентября 2014 | TBA                 |
| 24      | 12         | «Капитан» «The Captain»             | Майкл Аппендаль | Энн Бидерман                       | 28 сентября 2014 | TBA                 |

### Сезон 3 (2015)
| № общий | № в сезоне | Название                                                      | Режиссёр            | Автор сценария                 | Дата премьеры    | Зрители в США (млн) |
| ------- | ---------- | ------------------------------------------------------------- | ------------------- | ------------------------------ | ---------------- | ------------------- |
| 25      | 1          | «Каламазу» «The Kalamazoo»                                    | Колин Бакси         | Дэвид Холландер                | 12 июля 2015     | TBA                 |
| 26      | 2          | «Динь» «Ding»                                                 | Эд Бьянки           | Уильям Уилер                   | 19 июля 2015     | TBA                 |
| 27      | 3          | «Приходи и постучи в нашу дверь» «Come and Knock on Our Door» | Дэн Аттиас          | Дэвид Холландер                | 26 июля 2015     | TBA                 |
| 28      | 4          | «Завтрак чемпионов» «Breakfast of Champions»                  | Лесли Линка Глаттер | Бретт Джонсон                  | 2 августа 2015   | TBA                 |
| 29      | 5          | «Устная договоренность» «Handshake Deal»                      | Колин Бакси         | Джина Уэлч                     | 9 августа 2015   | TBA                 |
| 30      | 6          | «Решающий голос» «Swing Vote»                                 | Джон Дал            | Майкл Толкин                   | 16 августа 2015  | TBA                 |
| 31      | 7          | «Все должны быть любимы» «All Must Be Loved»                  | Такер Гейтс         | Дэвид Холландер                | 23 августа 2015  | TBA                 |
| 32      | 8          | «Тюльпан» «Tulip»                                             | Майкл Аппендаль     | Дэвид Холландер и Уильям Уилер | 30 августа 2015  | TBA                 |
| 33      | 9          | «Осьминог» «The Octopus»                                      | Колин Бакси         | Бретт Джонсон                  | 6 сентября 2015  | TBA                 |
| 34      | 10         | «Одна ночь в Ереване» «One Night in Yerevan»                  | Дэн Аттиас          | Дэвид Холландер и Джина Уэлч   | 13 сентября 2015 | TBA                 |
| 35      | 11         | «Покер» «Poker»                                               | Колин Бакси         | Майкл Толкин и Бретт Джонсон   | 20 сентября 2015 | TBA                 |
| 36      | 12         | «Пробуждение» «Exsuscito»                                     | Дэвид Холландер     | Дэвид Холландер и Уильям Уилер | 27 сентября 2015 | TBA                 |

### Сезон 4 (2016)
| № общий | № в сезоне | Название                                                                                | Режиссёр               | Автор сценария                 | Дата премьеры    | Зрители в США (млн) |
| ------- | ---------- | --------------------------------------------------------------------------------------- | ---------------------- | ------------------------------ | ---------------- | ------------------- |
| 37      | 1          | «Девочка с гитарой» «Girl with Guitar»                                                  | Лев Шрайбер            | Дэвид Холландер                | 26 июня 2016     | TBA                 |
| 38      | 2          | «Марисоль» «Marisol»                                                                    | Джон Дал               | Роб Фреско и Майк Биндер       | 3 июля 2016      | TBA                 |
| 39      | 3          | «Большая зеленая подкова Малыша Билла Примма» «Little Bill Primm's Big Green Horseshoe» | Майкл Эптед            | Дэвид Холландер и Мики Джонсон | 10 июля 2016     | TBA                 |
| 40      | 4          | «Федеральный инспектор по сиськам» «Federal Boobie Inspector»                           | Фил Абрахам            | Шон Конвэй                     | 17 июля 2016     | TBA                 |
| 41      | 5          | «Перед тем как уйти, отыграйся» «Get Even Before LeavinHandshake Deal»                  | Роберт МакЛаклен       | Чад Фихэн                      | 24 июля 2016     | TBA                 |
| 42      | 6          | «Рыба и птица» «Fish and Bird»                                                          | Дейзи фон Шерлер Майер | Дэвид Холландер                | 31 июля 2016     | TBA                 |
| 43      | 7          | «Норман спасает мир» «Norman Saves the World»                                           | Триша Брок             | Майк Биндер и Дэвид Соннерборн | 7 августа 2016   | TBA                 |
| 44      | 8          | «Техасец» «The Texan»                                                                   | Такер Гейтс            | Дэвид Холландер и Шон Конвэй   | 14 августа 2016  | TBA                 |
| 45      | 9          | «Прощай, красотка» «Goodbye Beautiful»                                                  | Джеймс Уитмор-младший  | Чад Фихэн и Мики Джонсон       | 21 августа 2016  | TBA                 |
| 46      | 10         | «Озеро Голливуд» «Lake Hollywood»                                                       | Стивен Уильямс         | Дэвид Холландер и Майкл Биндер | 28 августа 2016  | TBA                 |
| 47      | 11         | «Высшая математика» «Chinese Algebra»                                                   | Джон Дал               | Чад Фихэн и Шон Конвэй         | 11 сентября 2016 | TBA                 |
| 48      | 12         | «Черная крыса» «Rattus Rattus»                                                          | Дэвид Холландер        | Дэвид Холландер                | 18 сентября 2016 | TBA                 |

### Сезон 5 (2017)
| № общий | № в сезоне | Название                                                                 | Режиссёр               | Автор сценария                  | Дата премьеры    | Зрители в США (млн) |
| ------- | ---------- | ------------------------------------------------------------------------ | ---------------------- | ------------------------------- | ---------------- | ------------------- |
| 49      | 1          | «Эбби» «Abby»                                                            | Дэвид Холландер        | Дэвид Холландер                 | 6 августа 2017   | TBA                 |
| 50      | 2          | «Лас-Вегас» «Las Vegas»                                                  | Джон Дал               | Дэвид Холландер и Мики Джонсон  | 13 августа 2017  | TBA                 |
| 51      | 3          | «Прогулка с собакой» «Dogwalker»                                         | Джон Дал               | Шон Конвэй                      | 20 августа 2017  | TBA                 |
| 52      | 4          | «Продано» «Sold»                                                         | Такер Гейтс            | Чад Фихэн                       | 27 августа 2017  | TBA                 |
| 53      | 5          | «Шабесгой» «Shabbos Goy»                                                 | Дейзи фон Шерлер Майер | Дэвид Холландер и Уильям Уилер  | 10 сентября 2017 | TBA                 |
| 54      | 6          | «Шелли Дюваль» «Shelley Duvall»                                          | Майкл Аппендаль        | Мики Джонсон и Дэвид Соннерборн | 17 сентября 2017 | TBA                 |
| 55      | 7          | «Если я собьюсь с пути истинного» «If I Should Fall from Grace with God» | Майкл Аппендаль        | Дэвид Холландер и Чад Фихэн     | 24 сентября 2017 | TBA                 |
| 56      | 8          | «Лошади» «Horses»                                                        | Зетна Фуэнтес          | Уильям Уилер                    | 1 октября 2017   | TBA                 |
| 57      | 9          | «Мистер счастливчик» «Mister Lucky»                                      | Гай Ферленд            | Шон Конвэй                      | 8 октября 2017   | TBA                 |
| 58      | 10         | «Боб Строитель» «Bob the Builder»                                        | Стивен Уильямс         | Чад Фихэн                       | 15 октября 2017  | TBA                 |
| 59      | 11         | «Майкл» «Michael»                                                        | Карл Франклин          | Мики Джонсон                    | 22 октября 2017  | TBA                 |
| 60      | 12         | «Время покурить» «Time Takes a Cigarette»                                | Дэвид Холландер        | Дэвид Холландер                 | 29 октября 2017  | TBA                 |

### Сезон 6 (2018—2019)
| № общий | № в сезоне | Название                                          | Режиссёр         | Автор сценария                        | Дата премьеры   | Зрители в США (млн) |
| ------- | ---------- | ------------------------------------------------- | ---------------- | ------------------------------------- | --------------- | ------------------- |
| 61      | 1          | «Статен-Айленд:Часть 1» «Staten Island, Part One» | Аллен Култер     | Дэвид Холландер                       | 28 октября 2018 | TBA                 |
| 62      | 2          | «Статен-Айленд:Часть 2» «Staten Island, Part Two» | Аллен Култер     | Дэвид Холландер и Мики Джонсон        | 4 ноября 2018   | TBA                 |
| 63      | 3          | «Крепкий. Злой.» «He Be Tight. He Be Mean»        | Такер Гейтс      | Чад Фихэн                             | 11 ноября 2018  | TBA                 |
| 64      | 4          | «Толстяк» «Pudge»                                 | Такер Гейтс      | Шон Конвэй                            | 18 ноября 2018  | TBA                 |
| 65      | 5          | «Остров Эллис» «Ellis Island»                     | Роберт МакЛаклен | Дэвид Холландер                       | 25 ноября 2018  | TBA                 |
| 66      | 6          | «Малышка Мария» «A Girl Named Maria»              | Майкл Аппендаль  | Мики Джонсон                          | 2 декабря 2018  | TBA                 |
| 67      | 7          | «01.03.2002» «The 1-3-2»                          | Зетна Фуэнтес    | Чад Фихэн                             | 9 декабря 2018  | TBA                 |
| 68      | 8          | «Кто однажды был мертв» «Who Once Was Dead»       | Тарик Салех      | Шон Конвэй                            | 16 декабря 2018 | TBA                 |
| 69      | 9          | «Мечтай» «Dream On»                               | Дениз Ди Нови    | Дэвид Холландер и Карл Таро Гринфельд | 23 декабря 2018 | TBA                 |
| 70      | 10         | «Малышка» «Baby»                                  | Джон Дал         | Мики Джонсон                          | 30 декабря 2018 | TBA                 |
| 71      | 11         | «Я всегда с тобой» «Never Gonna Give You Up»      | Джошуа Марстон   | Шон Конвэй и Чад Фихэн                | 6 января 2019   | TBA                 |
| 72      | 12         | «Мертвец» «The Dead»                              | Дэвид Холландер  | Дэвид Холландер                       | 13 января 2019  | TBA                 |

### Сезон 7 (2019—2020)
| № общий | № в сезоне | Название                                                       | Режиссёр        | Автор сценария                  | Дата премьеры   | Зрители в США (млн) |
| ------- | ---------- | -------------------------------------------------------------- | --------------- | ------------------------------- | --------------- | ------------------- |
| 73      | 1          | «Вера.Надежда.Любовь.Удача.» «Faith. Hope. Love. Luck»         | Джошуа Марстон  | Дэвид Холландер                 | 17 ноября 2019  | TBA                 |
| 74      | 2          | «Хорошего человека найти нелегко» «A Good Man Is Hard to Find» | Джошуа Марстон  | Джошуа Марстон                  | 24 ноября 2019  | TBA                 |
| 75      | 3          | «Семейные снимки» «Family Pictures»                            | Ник Гомез       | Дэвид Холландер и Дэвид Бар Кац | 1 декабря 2019  | TBA                 |
| 76      | 4          | «Герпес» «Hispes»                                              | Такер Гейтс     | Таня Барфилд и Лора Маркс       | 8 декабря 2019  | TBA                 |
| 77      | 5          | «Ирландская колыбельная» «An Irish Lullaby»                    | Дэш Майхок      | Джим Леонард и Келли Уайлс      | 15 декабря 2019 | TBA                 |
| 78      | 6          | «Свой человек» «Inside Guy»                                    | Джон Дал        | Таня Барфилд и Лора Маркс       | 22 декабря 2019 | TBA                 |
| 79      | 7          | «Трансфер-агент» «The Transfer Agent»                          | Кира Седжвик    | Дэвид Холландер и Дэвид Бар Кац | 29 декабря 2019 | TBA                 |
| 80      | 8          | «Паспорт и пистолет» «Passport and a Gun»                      | Джон Дал        | Джошуа Марстон и Келли Уайлс    | 5 января 2020   | TBA                 |
| 81      | 9          | «Жучки» «Bugs»                                                 | Эд Бьянки       | Джим Леонард                    | 12 января 2020  | TBA                 |
| 82      | 10         | «Ты никогда не будешь один» «You'll Never Walk Alone»          | Дэвид Холландер | Дэвид Холландер и Лев Шрайбер   | 19 января 2020  | TBA                 |